# Antonín Klicpera
Antonín Klicpera (25. března 1901 Žižkov – 6. listopadu 1951 Praha) byl český fotbalista, záložník i obránce, československý reprezentant.

## Život
Narodil se v rodině obuvnického dělníka Otokara Klicpery a jeho manželky Františky, rozené Hoškové.
Zemřel 6. listopadu 1951 ve věku 50 let. Urna s jeho ostatky byla uložena na Olšanských hřbitovech.

## Sportovní kariéra
V československé reprezentaci odehrál v letech 1924–1929 dvě utkání. V lize hrál za SK Libeň (1925/26 – 10/1) a Viktorii Žižkov (1925–1931 – 46/3), s níž získal roku 1928 titul mistra. V lize odehrál 56 utkání a dal 4 góly. Pětkrát startoval ve Středoevropském poháru.